# Галачевская
Галачевская — деревня в Мышкинском районе Ярославской области России. 
В рамках организации местного самоуправления входит в Приволжское сельское поселение, в рамках административно-территориального устройства — в Зарубинский сельский округ.

## География
Расположена на речке Каменка (в 2,5 км от её впадения слева в Волгу), в 88 километрах к западу от центра города Ярославля и в 2,5 километрах к северу от центра города Мышкин.

## Население
| 2007 | 2010 |
| ---- | ---- |
| 98   | ↗109 |

Согласно результатам переписи 2002 года, в национальной структуре населения русские составляли 99 % из 102 жителей.